# Hatsuharu-Klasse
Die Hatsuharu-Klasse (japanisch 初春型駆逐艦 Hatsuharu-gata kuchikukan) war eine Klasse von sechs Zerstörern der Kaiserlich Japanischen Marine, die im Zweiten Weltkrieg zum Einsatz kam.

## Entwicklungsgeschichte und Bau
Bedingt durch den Londoner Flottenvertrag von 1930, welcher die Standardverdrängung für Zerstörer auf 1500 ts festlegte und nur Ausnahmen für Flottillenführer zuließ, welche 1850 ts verdrängen durften, war es der Kaiserlich Japanischen Marine nicht mehr möglich Zerstörer des Spezialtypes (Fubuki-, Ayanami- und Akatsuki-Klasse) zu bauen da diese eine Standardverdrängung von 1750 ts aufwiesen. Den japanischen Marinekonstrukteuren gelang es aber durch gezielte Gewichtsreduktion im Umfang von 260 ts, wie dem Einbau einer leichteren und weniger leistungsfähigen Antriebsanlage, einen Entwurf zu erarbeiten, welcher nur ein Geschütz weniger führte und mit einem gut entworfenen Nachladesystem für Torpedos ausgestattet war. Nach Fertigstellung der ersten Einheiten (Hatsuharu und Nenohi) sahen diese Zerstörer aber topplastig aus, was auch zutraf. Dies wurde dadurch hervorgerufen, dass die gleiche hoch aufgebaute Brückenkonstruktion verwendet wurde und ein überhöht aufgestellter Einzelgeschützturm vor der Brücke hinzukam. Außerdem hatte der dritte Torpedorohrsatz eine überhöhte Position auf dem achteren Schutzdeck erhalten und zusammen mit seinen Reservetorpedos hatte diese Maßnahme die gewichtsreduzierende Entfernung des Zwillingsgeschützturm von dieser Position praktisch aufgehoben. Dieses beträchtliche Obergewicht in Verbindung mit einem weniger breitem Schiffskörper hätte Stabilitätsprobleme verursachen müssen, aber es hat den Anschein als ob die Stabilität des Typschiffes nach der Fertigstellung als zufriedenstellend beurteilt wurde.
Im Rahmen des 1. Kreis-Bauprogramms (Maru 1 Keikaku) von 1931 wurden zwölf Einheiten geordert. In Folge des Tomozuru-Zwischenfalls – bei diesem war am 12. März 1934 das Torpedoboot Tomozuru in schwerer See unter Verlust eines Großteils der Besatzung wegen Topplastigkeit gekentert – kam es zu einer Überprüfung der Stabilität der beiden bereits in Dienst stehen Schiffe und diese wurde als mangelhaft bewertet. Vier weitere Einheiten befanden sich bereits in weiter fortgeschrittenen Baustadien und so wurde der Entwurf überarbeitet und die letzten sechs Einheiten der ursprünglich geplanten Klasse bildeten nun den Grundstock der Shiratsuyu-Klasse.

### Vorkriegsänderungen
Die bei Hatsuharu, Nenohi, Wakaba und Hatsushimo in den Jahren 1935 bis 1937 vorgenommenen baulichen Änderungen, bei Ariake und Yūgure wurden diese vor Indienststellung durchgeführt, waren das Entfernen des vorderen überhöht aufgestellten Einzelturms, des vorderen Deckshauses und des achteren Torpedorohrsatzes samt Reservetorpedos. Aufbauten, Schornsteine und Masten wurden verkürzt, um den Einzelturm wieder auf dem Oberdeck – diesmal Rücken an Rücken mit dem achteren Geschützturm – aufstellen zu können.
Durch die Umbauten erhöhte sich die metazentrische Höhe von 0,588 auf 0,8 Meter und der Gewichtsschwerpunkt senkte sich von 1,232 auf 0,486 Meter.

## Fotodetails
Die Nenohi Im August 1933, vor ihrer Indienststellung, mit ursprünglichen Aussehen, unten die Hatsuharu im Jahr 1934 nach dem Umbau.
Deutlich erkennbar die veränderte Aufstellung der Geschütze und der veränderte Brückenaufbau.

## Liste der Schiffe
| Name (Bei Planung)                   | Name                                                  | Bauwerft                                                          | Kiellegung                                                        | Stapellauf                                                        | Indienststellung                                                  | Verbleib                                                                                                   |
| ------------------------------------ | ----------------------------------------------------- | ----------------------------------------------------------------- | ----------------------------------------------------------------- | ----------------------------------------------------------------- | ----------------------------------------------------------------- | --- |
| Dai-59-Gō Kuchikukan Zerstörer Nr.59 | Ariake (有明)                                         | Kawasaki, Kōbe                                                    | 14. Januar 1933                                                   | 23. September 1934                                                | 25. März 1935                                                     | versenkt am 28. Juli 1943 durch Luftangriff nach Auflaufen auf ein Riff bei Kap Gloucester                 |
| Dai-60-Gō Kuchikukan Zerstörer Nr.60 | Hatsuharu (初春)                                      | Marinewerft Sasebo                                                | 14. Mai 1931                                                      | 27. Februar 1933                                                  | 30. September 1933                                                | versenkt am 13. November 1944 durch Luftangriff, in der Manilabucht                                        |
| Dai-61-Gō Kuchikukan Zerstörer Nr.61 | Hatsushimo (初霜)                                     | Uraga Senkyo, Yokosuka                                            | 31. Januar 1933                                                   | 4. November 1933                                                  | 27. September 1934                                                | gesunken am 30. Juli 1945 nach Minentreffer vor Maizuru                                                    |
| Dai-62-Gō Kuchikukan Zerstörer Nr.62 | Nenohi (子日)                                         | Uraga Senkyo, Yokosuka                                            | 15. Dezember 1931                                                 | 22. Dezember 1932                                                 | 30. September 1933                                                | versenkt am 4. Juli 1942 durch amerik. U-Boot USS Triton, bei Agattu                                       |
| Dai-63-Gō Kuchikukan Zerstörer Nr.63 | Wakaba (若葉)                                         | Marinewerft Sasebo                                                | 12. Dezember 1931                                                 | 18. März 1934                                                     | 31. Oktober 1934                                                  | versenkt am 24. Oktober 1944 durch Flugzeuge der Franklin, bei der See- und Luftschlacht im Golf von Leyte |
| Dai-64-gō kuchikukan Zerstörer Nr.64 | Yūgure (夕暮)                                         | Marinewerft Maizuru                                               | 9. April 1933                                                     | 6. Mai 1934                                                       | 30. März 1935                                                     | versenkt am 20. Juli 1943 durch Luftangriff vor Vella Lavella                                              |
|                                      | Shiratsuyu Shigure Murasame Yūdachi Samidare Harusame | Nach konstruktionsbedingten Änderungen als eigene Klasse geführt. | Nach konstruktionsbedingten Änderungen als eigene Klasse geführt. | Nach konstruktionsbedingten Änderungen als eigene Klasse geführt. | Nach konstruktionsbedingten Änderungen als eigene Klasse geführt. | Nach konstruktionsbedingten Änderungen als eigene Klasse geführt.                                          |

## Technische Beschreibung

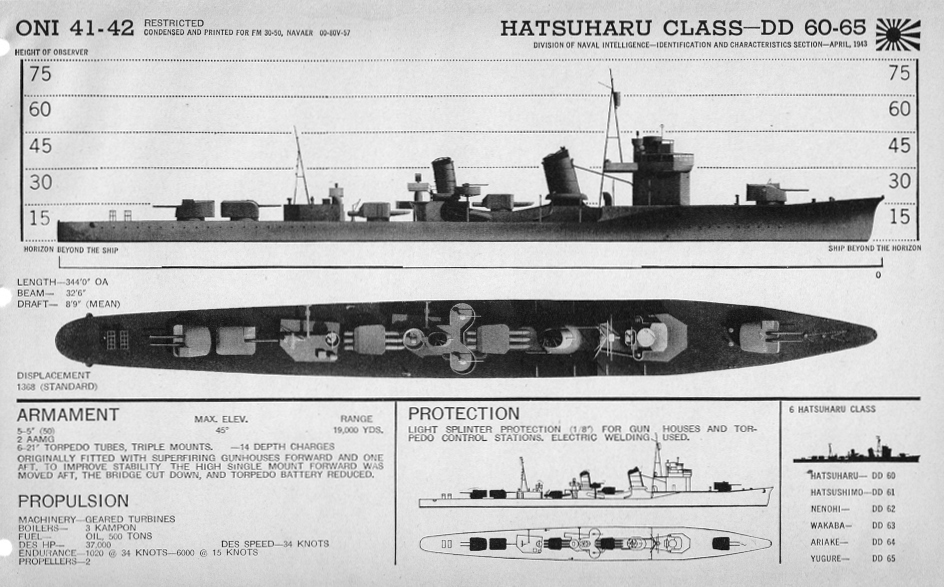
Aufstellung der Bewaffnung

### Rumpf
Der Rumpf eines Zerstörers der Hatsuharu-Klasse war, unterteilt in wasserdichte Abteilungen, 109,5 Meter lang, 10 Meter breit und hatte bei einer Einsatzverdrängung von 1.830 Tonnen einen Tiefgang von 3,03 Metern.

### Antrieb

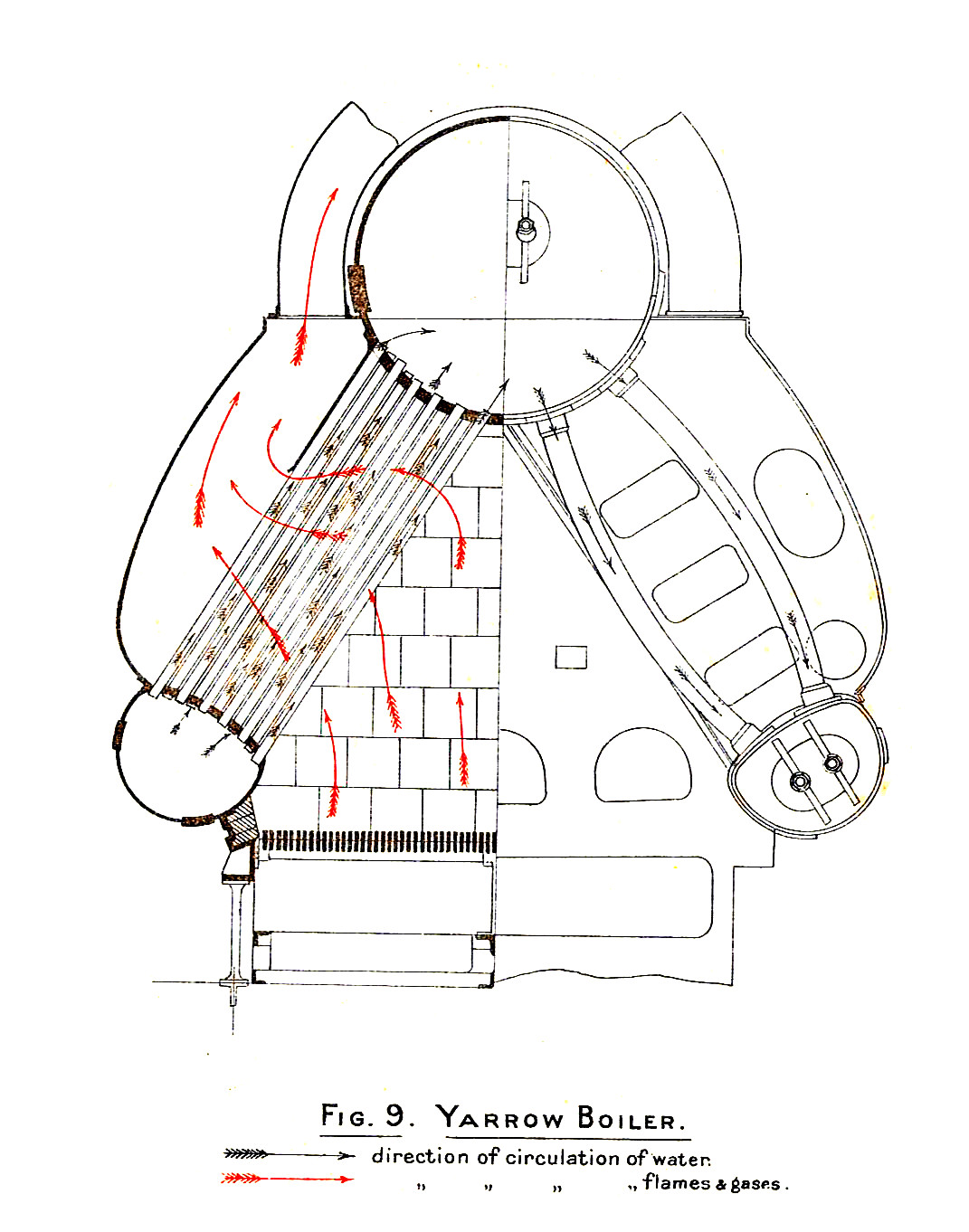
Schnitt durch einen Yarrow-Kessel, wovon der bei der Hatsuharu-Klasse verwendete Kessel eine Variante darstellt.

Der Antrieb erfolgte drei ölbefeuerte Dampferzeuger – Kampon-Kesseln des Yarrow-Typs, jeder in einem gesonderten Raum untergebracht – und zwei Getriebeturbinensätze mit denen eine Gesamtleistung von 42.000 PS (30.891 kW) erreicht wurde. Die Leistung wurde an zwei Wellen mit je einer Schraube abgegeben. Die Höchstgeschwindigkeit betrug 36,5 Knoten (68 km/h). Es konnten 508 Tonnen Kraftstoff gebunkert werden, was eine maximale Fahrstrecke von 6.000 Seemeilen (11.112 km) bei 15 Knoten ermöglichte.

### Bewaffnung

#### Artillerie
Nach Behebung aller Stabilitätsproblemen bestand die Bewaffnung aus fünf 12,7-cm-Typ-3-Geschützen mit Kaliberlänge 50 in zwei Zwillingstürmen des B-Modells und einem Einzelturm des A-Modell. Welche in Bootsmittellinie, einer vor dem Brückenaufbau und zwei hinter dem achteren Deckshaus Rücken an Rücken aufgestellt waren.

#### Flugabwehr
Zur Flugabwehr standen vier 13,2-mm-Maschinengewehre des Typ 93 in zwei Doppellafette zur Verfügung, welche auf einer Plattform am hinteren Schornstein beidseitig aufgestellt waren. Die 13,2-mm-Maschinengewehre verschossen im Einsatz rund 250 Schuss pro Minute, die Reichweite lag bei etwa 4,5 Kilometern bei 85° Rohrerhöhung. Die 314 Kilogramm schwere Lafette war um 360° drehbar und hatte einen Höhenrichtbereich von −15° bis +85°.
Bedingt durch die starken alliierten Luftstreitkräfte während des Krieges kam es zu einer kontinuierlichen Verstärkung der zwei 2,5-cm-Geschütze, diese hatte die 13,2-mm-Maschinengewehre vor dem Krieg ersetzt. Begonnen wurde damit den 12,7-cm-Einzelturm an Land zu geben und stattdessen wurden zwei Drillingslafetten aufgestellt. Bis Kriegsende erhöhte sich der Bestand an 2,5-cm-Flugabwehrgeschützen auf 21 Stück.
Leichte Flugabwehrbewaffnung von Zerstörern der Hauptmächte des Zweiten Weltkrieges, etwa Anfang 1942.
| Klasse     | Hatsuharu  | Zerstörer 1936      | Soldati  | Mogador                   | Ognevoj                | Q− und R               | Fletcher            |
| ---------- | ---------- | ------------------- | -------- | ------------------------- | ---------------------- | ---------------------- | ------------------- |
| Land       | Japan      | Deutsches Reich     | Italien  | Frankreich                | Sowjetunion            | Vereinigtes Königreich | Vereinigte Staaten  |
| Flugabwehr | 4 × 2,5−cm | 4 × 3,7−cm 6 × 2−cm | 4 × 2−cm | 2 × 3,7−cm 4 × 13,2−mm MG | 2 × 7,62−cm 6 × 3,7−cm | 4 × 4−cm 6 × 2−cm      | 4 × 2,8−cm 6 × 2−cm |

#### Torpedos
Die Torpedobewaffnung bestand aus zwei, um 360° schwenkbaren, Dreifachtorpedorohrsätzen im Kaliber 61 cm, welche Torpedos des Typ 93 verschossen. Diese waren in Bootsmittellinie, ein Satz zwischen den beiden Schornsteinen und der andere Satz zwischen dem achteren Schornstein und dem achteren Deckshaus aufgestellt. Die Mitnahme von sechs Reservetorpedos war vorgesehen.

#### U-Jagdausrüstung
Zur U-Jagd verfügte das Schiff über die Möglichkeit des Einsatzes von 14 Wasserbomben. Ab Mitte 1944 wurde der Bestand auf Grund der gestiegenen U-Bootgewahr erhöht.

### Sensoren

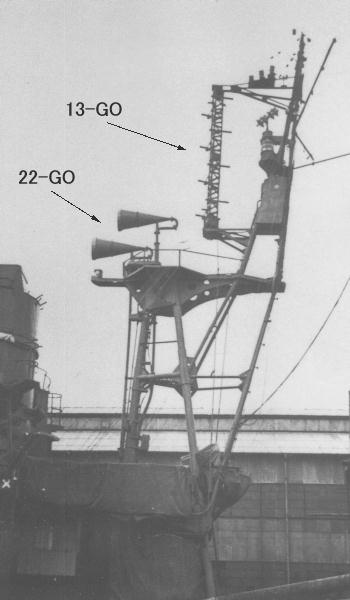
Radargeräte der Typen 22 und 13, hier im Hauptmast eines Zerstörers der Akizuki-Klasse

#### Radar
Japanische Zerstörer waren nicht von Beginn des Pazifikkrieges mit Funkmesstechnik ausgerüstet. Erst Ende des Jahres 1942 erhielten ausgewählte Einheiten das Radar des Typ 22. Dieses zur Seeraumüberwachung und Feuerleitung fähige System, welches normalerweise aus einem Doppelhorn – eines zum Senden und eines zum Empfangen – bestand, war im Hauptmast hinter der Brücke verbaut. Es arbeitete mit einer Wellenlänge von 10 cm und hatte eine Sendeleistung von 2 kW. Bedingt dadurch, dass frühe japanische Radargeräte unzuverlässig und ihr Bedienpersonal schlecht ausgebildet war, neigten Kommandanten dazu Hinweise durch diese nicht ernst zu nehmen und sich auf die klassischen Aufklärungsmethoden wie Ausgucke mit optischen Geräten zu verlassen. Dieses Vertrauen wurde immer problematischer, da die Amerikaner immer bessere Radarsysteme einführten und diese hauptsächlich zur Feuerleitung einsetzten.
Ab 1944 erhielten die überlebenden Zerstörer zur Luftraumüberwachung ein Gerät des Typ 13 eingerüstet, welches über eine lange Leiterantenne verfügte, die ebenfalls im Hauptmast und gegebenenfalls im achteren Mast montiert war. Dieses Radargerät konnte eine Gruppe von Flugzeug in bis zu 100 Kilometer und ein einzelnes Flugzeug in bis zu 50 Kilometer orten. Es arbeitete mit einer Wellenlänge von 100 cm und hatte eine Sendeleistung von 10 kW.

#### Sonar
Zur Suche nach U-Booten war ein Echoortungssystem des Typs 93 und einem Hydrophon-Set vom Typ 93 eingerüstet. Dieses Hydrophon-Set bestand aus zwei Gruppen zu je acht Sensoren, eine Gruppe auf jeder Schiffsseite.

## Besatzung
Die Besatzung hatte eine Stärke von 200 Offizieren, Unteroffizieren und Mannschaften, welche sich bis Kriegsende auf Grund der personalintensiven zusätzlich eingerüsteten Flugabwehrbewaffnung erhöhte.